# Пуебло (округ, Колорадо)
Шаблон:StateAbbr_ 38°09′ пн. ш. 104°31′ зх. д. / 38.15° пн. ш. 104.51° зх. д.
Округ Пуебло (англ. Pueblo County) — округ (графство) у штаті Колорадо, США. Ідентифікатор округу 08101.

## Історія
Округ утворений 1874 року.

## Демографія
За даними перепису
2000 року
загальне населення округу становило 141472 осіб, зокрема міського населення було 123351, а сільського — 18121.
Серед мешканців округу чоловіків було 69236, а жінок — 72236. В окрузі було 54579 домогосподарств, 37332 родин, які мешкали в 58926 будинках.
Середній розмір родини становив 3,04.
Віковий розподіл населення поданий у таблиці:
| Стать    | До 15 років | 15-21 | 22-29 | 30-39 | 40-49 | 50-65 | 65-85 | Понад 85 |
| -------- | ----------- | ----- | ----- | ----- | ----- | ----- | ----- | -------- |
| Чоловіки | 15335       | 7537  | 6973  | 9538  | 10244 | 10481 | 8343  | 785      |
| Жінки    | 14672       | 7064  | 6862  | 9642  | 10668 | 11000 | 10512 | 1816     |

## Суміжні округи
- Ель-Пасо — північ
- Лінкольн — північний схід
- Кроулі — схід
- Отеро — схід
- Лас-Анімас — південь
- Верфано — південний захід
- Кастер — захід
- Фремонт — північний захід

## Виноски
1. ↑  U.S. Decennial Census. United States Census Bureau. Процитовано 10 червня 2014.
2. ↑  Historical Census Browser. University of Virginia Library. Архів оригіналу за 11 серпня 2012. Процитовано 10 червня 2014.
3. ↑  Population of Counties by Decennial Census: 1900 to 1990. United States Census Bureau. Процитовано 10 червня 2014.
4. ↑  Census 2000 PHC-T-4. Ranking Tables for Counties: 1990 and 2000 (PDF). United States Census Bureau. Процитовано 10 червня 2014.
5. ↑  State & County QuickFacts. United States Census Bureau. Архів оригіналу за 13 липня 2011. Процитовано 10 червня 2014.(англ.) Наведено за англійською вікіпедією.
6. ↑  American FactFinder. Бюро перепису населення США. Архів оригіналу за 26 лютого 2012. Процитовано 31 січня 2008.

| США | Це незавершена стаття з географії США. Ви можете допомогти проєкту, виправивши або дописавши її. |